# Convención para la Protección del Medio Ambiente Marino del Atlántico del Nordeste

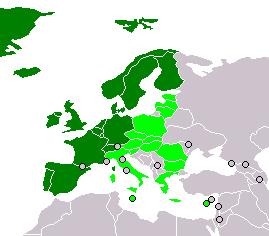
Estados signatarios
Otros estados de la Unión Europea

La Convención para la Protección del Medio Ambiente Marino del Atlántico del Nordeste, o Convención OSPAR, es el actual instrumento legislativo que regula la cooperación internacional en cuanto a la protección medioambiental en el Atlántico del Nordeste. Complementa y actualiza la Convención de Oslo de 1972 sobre vertidos al mar y la Convención de París de 1974 sobre contaminación marina de origen terrestre. El cumplimiento de los estipulado bajo la convención es supervisado por la Comisión OSPAR, formada por representantes de los Gobiernos de los 15 países signatarios, y por representantes de la Comisión Europea en nombre de la Unión Europea.
La denominación del convenio OSPAR es un acrónimo formado a partir de los nombres de las ciudades donde se celebraron las reuniones que dieron lugar al acuerdo de 1992: Oslo y París.

## Historia
El comienzo del proceso de firma de la Convención para la Protección del Medio Ambiente del Atlántico del Nordeste se dio en la Cumbre Ministerial de las Comisiones de Oslo y París en París el 22 de septiembre de 1992. La Convención ha sido firmada y ratificada por todas las Partes Contratantes de las Convenciones originales de Oslo y de París: Bélgica, Dinamarca, la Unión Europea, Finlandia, Francia, Alemania, Islandia, Irlanda, Holanda, Noruega, Portugal, España, Suecia y Reino Unido además de por Luxemburgo y Suiza. La Convención OSPAR entró en vigor el 25 de marzo de 1998, y remplazó a las Convenciones de Oslo y de París, pero las decisiones y los acuerdos adoptados acorde con ellas permanecieron en aplicación hasta que las nuevas medidas adoptadas bajo la Convención OSPAR estuvieron terminadas.

Mapa del área de la Convención OSPAR

La primera Cumbre Ministerial de la Comisión OSPAR en Sintra, Portugal, en 1998 adoptó el Anexo V de la Convención, extendiendo la cooperación de los países firmantes hasta cubrir "todas las actividades humanas que puedan afectar adversamente al medio ambiente marino del Atlántico del Nordeste". Sin embargo, no pueden adoptarse medidas ni programas bajo la Convención en materia de gestión pesquera, lo cual es actualmente coordinado por los países europeos del Atlántico Nordeste y del Mar del Norte mediante el Consejo Internacional para la Exploración del Mar (ICES). La convención OSPAR regula ahora los estándares de biodiversidad marina, eutrofización, el vertido de sustancias tóxicas y radioactivas a los mares, las industrias gasísticas y petroleras de alta mar y el establecimiento de las condiciones medioambientales de referencia.
En 2000 se publicó un informe por parte de la Comisión OSPAR referido a la calidad de los ecosistemas marinos del Atlántico del Nordeste. Estaba sustentado por cinco informes menores sobre diferentes partes del área marítima OSPAR -el Ártico, el Mar del Norte, el Mar Celta, el Golfo de Vizcaya y las aguas ibéricas, y el Atlántico abierto.

## Comités
La OSPAR tiene una serie de comités que se encargan de diferentes aspectos de la protección del medio ambiente marino. Estos comités son:
- Comité de Gestión de la Convención: Este comité es responsable de la aplicación de la Convención y de la supervisión de los progresos realizados en el cumplimiento de sus objetivos.
- Comité Científico Asesor: Este comité proporciona asesoramiento científico a la OSPAR sobre una amplia gama de temas relacionados con el medio ambiente marino.
- Comité de Evaluación Ambiental Estratégica: Este comité se encarga de evaluar el estado del medio ambiente marino del Atlántico del Nordeste y de identificar las principales amenazas a su conservación.
- Comité de Prevención y Lucha contra la Contaminación: Este comité se encarga de prevenir y luchar contra la contaminación del medio ambiente marino.
- Comité de Protección de la Biodiversidad Marina: Este comité se encarga de proteger la biodiversidad marina del Atlántico del Nordeste.
- Comité de Pesca y Protección del Medio Ambiente Marino: Este comité se encarga de promover la pesca sostenible en el Atlántico del Nordeste y de proteger el medio ambiente marino de los impactos de la pesca.

Además de estos comités, la OSPAR también tiene una serie de grupos de trabajo que se encargan de temas específicos, como la contaminación por plásticos, la gestión de las mareas rojas y la protección de los hábitats marinos.
Los comités y grupos de trabajo de la OSPAR están compuestos por representantes de los Estados Partes de la Convención. Estos representantes se reúnen regularmente para discutir los temas relacionados con la protección del medio ambiente marino del Atlántico del Nordeste.

## Areas protegidas
Algunas de las Áreas marinas protegidas (AMP) designadas por la OSPAR incluyen: 
| Nombre                                       | País        | Superficie (km²) |
| -------------------------------------------- | ----------- | ---------------- |
| Reserva Marina de las Islas Feroe            | Islas Feroe | 13.000           |
| Parque Nacional Marino de las Islas Shetland | Reino Unido | 3.400            |
| Reserva Marina de la Bahía de Clyde          | Reino Unido | 1.000            |
| Reserva Marina del Mar de Irlanda            | Irlanda     | 1.000            |
| Reserva Marina de las Islas Sorlingas        | Reino Unido | 740              |
| Reserva Marina de la Bahía de Cardigan       | Reino Unido | 570              |
| Reserva Marina del Canal de Bristol          | Reino Unido | 500              |
| Reserva Marina de la Bahía de Morecambe      | Reino Unido | 400              |